# Alone in the Dark (film 2005)
Alone in the Dark è un film canadese-statunitense del 2005 diretto da Uwe Boll.
Il film è basato sul videogioco Alone in the Dark: The New Nightmare, quarto capitolo della popolare serie Alone in the Dark, anche se le vicende del film sono ben diverse da quelle del videogioco.
La pellicola è stata distribuita negli Stati Uniti d'America il 28 gennaio 2005, mentre in Italia il 29 luglio 2005.

## Trama
Edward Carnby, un investigatore del paranormale, viene a sapere della morte di uno scienziato. Indagando, scopre che quest'ultimo era un suo amico di infanzia. Dalle ricerche, inoltre, trova collegamenti con altri diciannove casi di sparizione o omicidio: ogni vittima è legata alle altre per aver trascorso l'infanzia nello stesso orfanotrofio.
Carnby è sulle tracce di un antico manufatto in grado di mettere in contatto col mondo dell'Aldilà, e le indagini lo portano a collaborare con un'antropologa, Aline Cedrac. I due concluderanno le loro ricerche sulle coste di Shadow Island, dove si scontreranno con un'entità sovrannaturale.

## Produzione
Durante la fase di pre-produzione sono stati stanziati circa 20 000 000 $ come spesa preventiva di produzione.
Il 14 luglio 2003 sono iniziate le riprese del film in territorio canadese, principalmente nei Vancouver Film Studios, ma anche nelle varie location di Halifax, Montréal e Surrey. Le riprese esterne sono state interamente girate nella città di Vancouver e nei boschi adiacenti alla città.
Durante la fase di post-produzione sono state ultimate le riprese e sono state realizzate oltre 700 scene in grafica computerizzata dalla Toybox.

## Accoglienza

### Incassi
Il film è stato distribuito nel circuito cinematografico di cinque paesi (Stati Uniti, Germania, Italia, Portogallo, Emirati Arabi Uniti) in un periodo che è andato dal 30 gennaio 2005 al 29 maggio 2005.
Il film è stato proiettato in Italia da 66 cinema incassando nel week-end d'apertura 56 132 €; dopo quattro settimane di proiezione il film è stato tolto dai cinema italiani, ricavando in totale 336 291 €. Negli Stati Uniti il film è stato proiettato in 2 124 cinema dal 30 gennaio 2005 al 13 febbraio 2005 incassando la cifra di 5 178 569 $. In Germania il film è stato proiettato in 80 cinema dal 27 febbraio 2005 al 7 aprile 2005, incassando in totale 321 458 €. In Portogallo e negli Emirati Arabi Uniti il film ha guadagnato rispettivamente 58 948 € e 161 707 $.

### Critica
Il film ha ricevuto due nomination ai Razzie Awards del 2005 nella categoria Peggior attrice (Tara Reid) e Peggior regista (Uwe Boll). Recentemente la rivista Empire ha collocato la pellicola al 21º posto nella classifica dei 50 film peggiori di sempre votati dai lettori.